# 1597 az irodalomban
Az 1597. év az irodalomban.

## Új művek

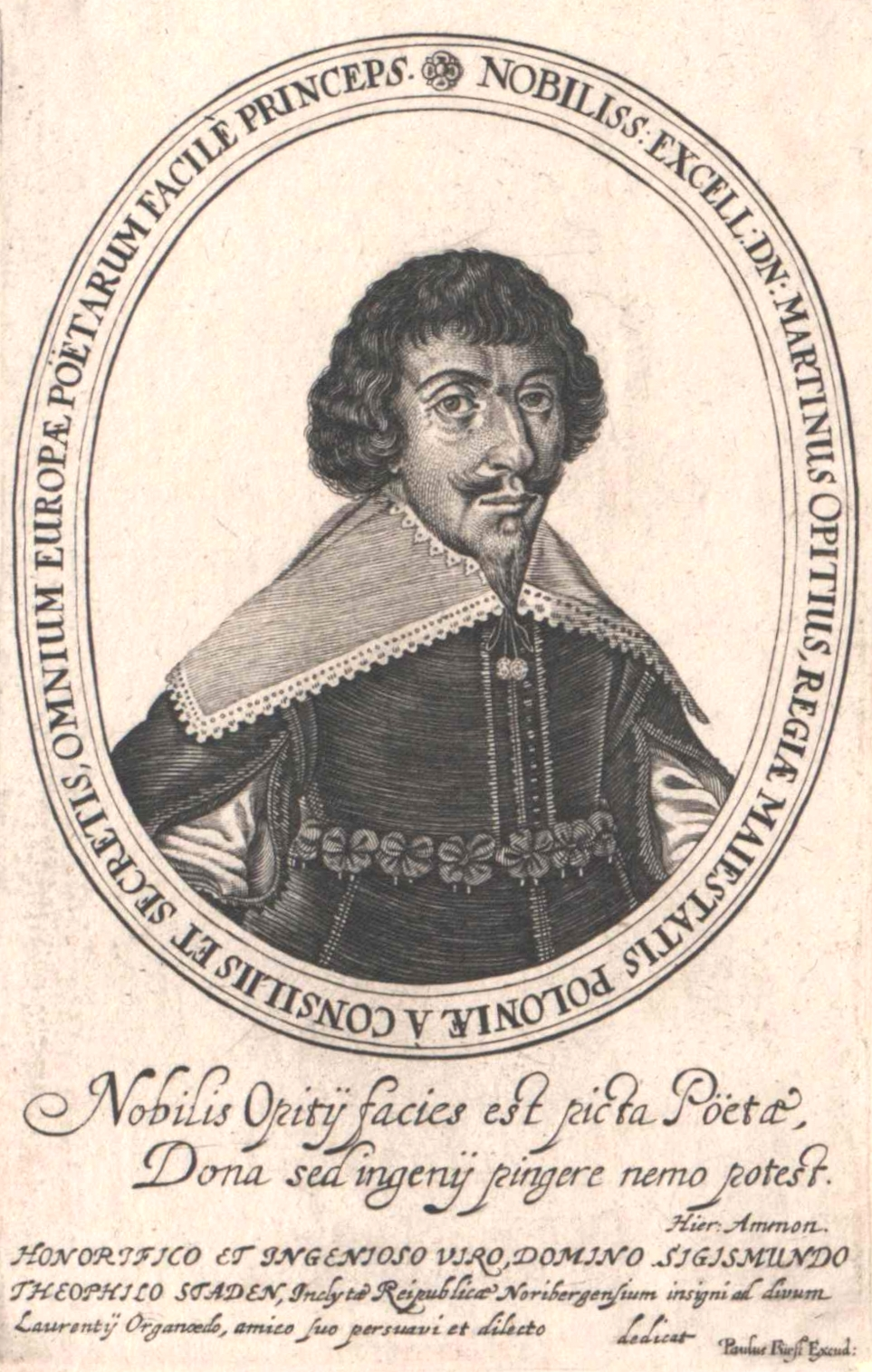
Martin Opitz

- Francis Bacon angol filozófus Essays (Esszék) címmel közzéteszi első jelentős munkáját.

## Születések
- december 23. – Martin Opitz német barokk költő († 1639)

## Halálozások
- április 27. – Jakub Wujek lengyel jezsuita, teológus, egyházi író, a Biblia lengyel fordítója; többek között a kolozsvári jezsuita akadémia első rektora (* 1541)
- június 9. – José de Anchieta spanyol jezsuita misszionárius a portugál gyarmat Brazíliában; költő, író, a brazil irodalom megteremtője (* 1534)
- 1597? – Thordai János unitárius lelkész, fordító (* 1536)
- 1597 – Fernando de Herrera spanyol költő (* 1534)